# .it
.it là tên miền Quốc gia cấp cao nhất (ccTLD) của Ý.
Vì có từ tiếng Anh là "it", và nhiều từ khác kết thúc bằng -it, nên nó thường được dùng để xây dựng tên miền lách.
Có một số tên miền cấp 2 dự trữ, ví dụ như tên miền như italy.it hay những tên khác liên quan đến tên các khu vực của Ý.
- gov.it là tên miền chính phủ chính thức, và việc sử dụng đang tăng nhanh chóng.
- edu.it tên miền đã được nghiên cứu, nhưng việc đề nghị chưa bao giờ được chính thức hóa.
- những tên miền ở dạng comune.<địa phương>.<tỉnh>.it và comune.<địa phương>.it được dự trữ cho các khu vực tự trị của Ý.
- tên miền có dạng provincia.<tỉnh>.it được dự trữ cho các tỉnh của Ý.
- tên miền có dạng regione.<vùng>.it được dự trữ cho các vùng của Ý.